# Le Peuchapatte
Le Peuchapatte est une localité et une ancienne commune suisse du canton du Jura. Elle a fusionné avec Muriaux le 1er janvier 2009.

Photo aérienne (1958)